# Маделія (Міннесота)
Маделія (англ. Madelia) — місто (англ. city) в США, в окрузі Ватонван штату Міннесота. Населення — 2396 осіб (2020).

## Географія
Маделія розташована за координатами 44°2′53″ пн. ш. 94°25′12″ зх. д. / 44.04806° пн. ш. 94.42000° зх. д. (44.048036, -94.420075).  За даними Бюро перепису населення США в 2010 році місто мало площу 3,80 км², уся площа — суходіл.

## Демографія
Згідно з переписом 2010 року, у місті мешкало 2308 осіб у 900 домогосподарствах у складі 572 родин. Густота населення становила 608 осіб/км².  Було 1004 помешкання (264/км²).
Расовий склад населення:
| - 84,0 % — білих - 1,7 % — чорних або афроамериканців - 0,3 % — азіатів - 0,1 % — корінних американців - 12,4 % — осіб інших рас |

До двох чи більше рас належало 1,4 %. Частка іспаномовних становила 26,8 % від усіх жителів.
За віковим діапазоном населення розподілялося таким чином: 26,0 % — особи молодші 18 років, 55,5 % — особи у віці 18—64 років, 18,5 % — особи у віці 65 років та старші. Медіана віку мешканця становила 37,6 року. На 100 осіб жіночої статі у місті припадало 95,1 чоловіків;  на 100 жінок у віці від 18 років та старших — 95,3 чоловіків також старших 18 років.
Середній дохід на одне домашнє господарство  становив 63 190 доларів США (медіана — 48 438), а середній дохід на одну сім'ю — 81 426 доларів (медіана — 61 106). Медіана доходів становила 42 938 доларів для чоловіків та 32 425 доларів для жінок. За межею бідності перебувало 12,0 % осіб, у тому числі 17,7 % дітей у віці до 18 років та 7,1 % осіб у віці 65 років та старших.
Цивільне працевлаштоване населення становило 1183 особи. Основні галузі зайнятості: освіта, охорона здоров'я та соціальна допомога — 29,9 %, виробництво — 29,8 %, роздрібна торгівля — 7,4 %, будівництво — 6,5 %.